# Dompierre-les-Tilleuls
Dompierre-les-Tilleuls is een gemeente in het Franse departement Doubs (regio Bourgogne-Franche-Comté) en telt 210 inwoners (1999). De plaats maakt deel uit van het arrondissement Pontarlier.

## Geografie
De oppervlakte van Dompierre-les-Tilleuls bedraagt 12,9 km², de bevolkingsdichtheid is 16,3 inwoners per km².

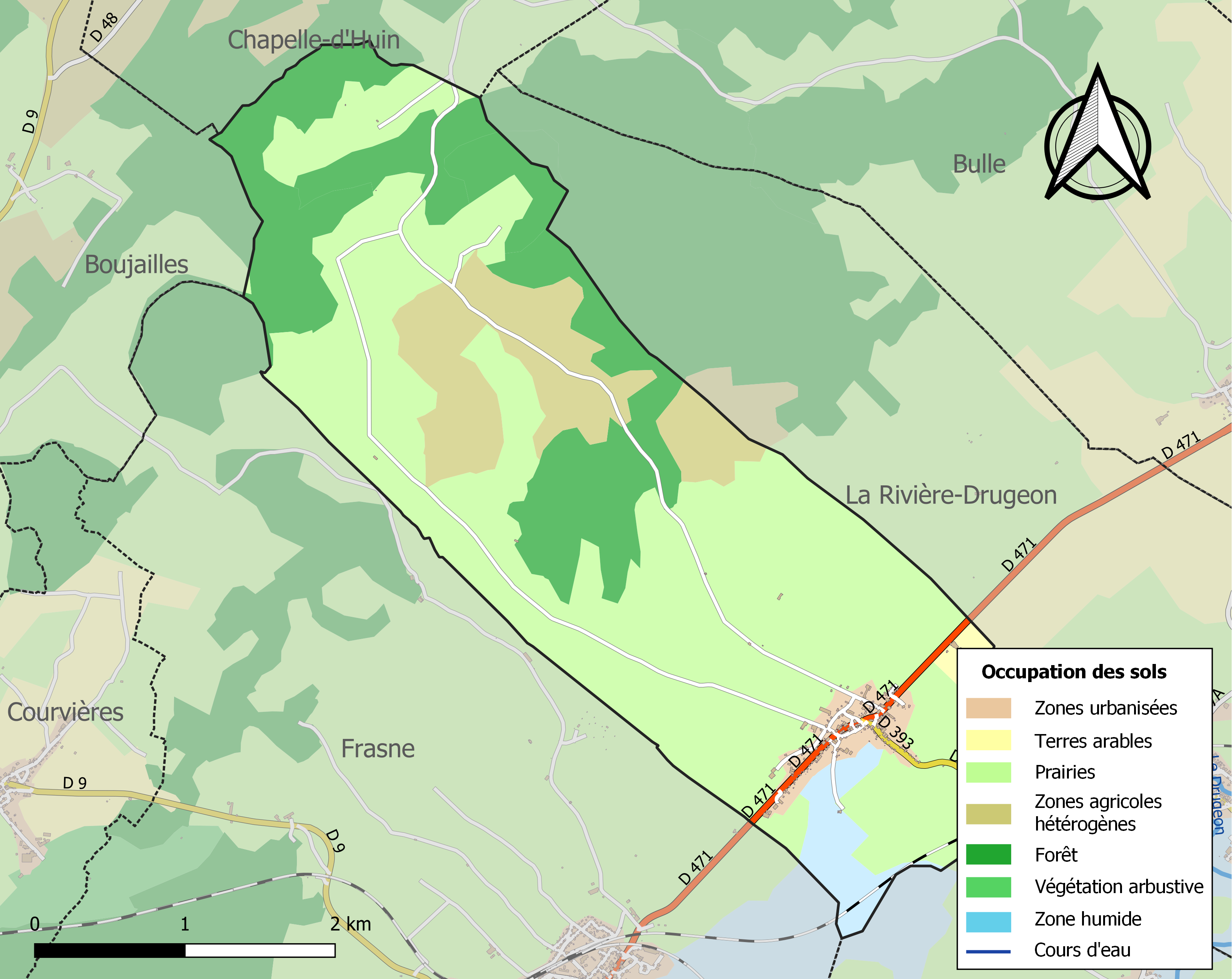
Kaart van de gemeente met de belangrijkste infrastructuur, bodemgebruik en omliggende gemeenten

## Demografie
Onderstaande figuur toont het verloop van het inwonertal (bron: INSEE-tellingen).